# Alžbeta Havrančíková
Alžbeta Havrančíková (* 27. září 1963, Šuňava) je bývalá slovenská běžkyně na lyžích, reprezentantka Slovenska a Československa.

## Kariéra
Běhu na lyžích se začala aktivně věnovat jako žačka sportovní třídy na základní škole v Štrbě. Ve Světovém poháru debutovala 17. března 1984 na Štrbském Plese. Byla dlouholetou oporou reprezentací Československa a následně Slovenska, účastnila se čtyř zimních olympiádách a sedmi mistrovství světa. Největší úspěchy dosáhla v roce 1989, v celkovém pořadí Světového poháru obsadila druhé místo a na mistrovství světa ve finském Lahti byla dvakrát čtvrtá v běhu na 10 km a 30 km. Dvakrát vyhrála závod Světového poháru, jednou byla druhá, celkem 18krát se umístila v první desítce.
Aktivní kariéru ukončila na závodech SP v Novém Městě na Moravě 12. ledna 2000.

## Olympijské hry
- 1988 Calgary

7. - štafeta 4x5 km
- 1992 Albertville

6. - štafeta 4x5 km
- 1994 Lillehammer

7. - štafeta 4x5 km
8. - 15 km volně

## Mistrovství světa
4. - 1989 10 km volně, 30 km volně
5. - 1993 30 km volně
5. - 1985, 1989, 1993 štafeta 4 x 5 km

## Světový pohár
- 1988/1989 druhé místo v celkovém pořadí

## Ocenění
- 1989 Královna bílé stopy (nejlepší lyžařka v Československu)
- 1994 lyžařka roku